# Polesine

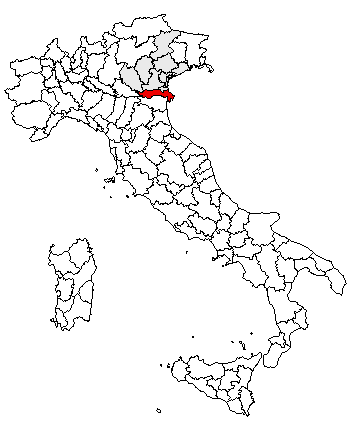
La posizione del Polesine odierno in Italia.

Il Polesine (Połéxine in dialetto polesano e Pulésan in dialetto ferrarese) è una regione storica e geografica italiana la cui identificazione ha subito variazioni nel corso dei secoli. In passato conosciuta anche col nome di Polesine di Rovigo, oggi dal punto di vista della geografia antropica s'identifica con la provincia di Rovigo; dal punto di vista della geografia fisica viene definito come tale il territorio situato tra il basso corso dei fiumi Adige e Po fino al Mare Adriatico il cui confine occidentale, indefinito, lo separa dalle Valli Grandi Veronesi.

## Etimologia
Il nome Polesine è una voce veneta (in ortografia classica) che probabilmente deriva dal latino medievale pollìcinum o polìcinum ossia "terra paludosa". Un'altra proposta etimologica lo connette invece alla radice germanica *pōl-, che indica sia una "palude" o "acquitrino" sia le zone asciutte, più o meno ampie, circondate e delimitate da un corso d'acqua. Anticamente era usato come nome comune per indicare uno di tanti isolotti piatti di terra emersa che si trovano all'interno del corso di uno o più fiumi.
Negli atti medioevali di concessione di appezzamenti di terreno coltivabile si parla espressamente di "concessione di un polesine di terra delimitato dalle fosse". Viene definito anche col termine Polesino in una mappa del Ducato di Ferrara del 1597, elaborata dal Magini, incaricato della redazione di un progetto di bonifiche da Alfonso II d'Este. Il nome fa quindi riferimento alla caratteristica principale di questo territorio così come si presentava quando fu così definito la prima volta. Si può dunque parlare propriamente di "Polesine" solamente a partire dal Medioevo.

## Geografia
Il territorio si presenta come una lingua di terra stretta e lunga - che si sviluppa longitudinalmente da ovest ad est racchiusa tra gli imponenti Po ed Adige - terminante ad est col Delta del Po, e che risulta solcata da una miriade di corsi d'acqua e paleoalvei di antichi fiumi che, con le loro sinuose anse, intersezioni ed argini, disegnano il territorio stesso. La maggior parte delle strade "storiche", trovandosi spesso sugli argini di tali corsi d'acqua e paleoalvei, ne seguono e sottolineano il percorso sinuoso, e sono rialzate rispetto al piano della campagna circostante.
Da un punto di vista strettamente geografico, il Polesine è costituito dal territorio compreso tra il tratto terminale del Fiume Adige, a nord, del Po, incluso il suo delta attivo, a sud, il Mare Adriatico, ad est, e la zona delle Valli Grandi Veronesi a ovest. Pertanto esso, oltre ad estendersi sull'intera Provincia di Rovigo, comprende la porzione meridionale del Cavarzerano, facente parte amministrativamente della Provincia di Venezia. Oltre alla presenza del Po e dell'Adige a delimitarne il territorio, un terzo fiume attraversa il Polesine mantenendo il proprio corso tra i due fiumi principali: il Tartaro-Canalbianco.
Il territorio che oggi è chiamato Polesine si è modificato nel corso dei secoli seguendo i cambiamenti idrografici dei fiumi che lo delimitano ed attraversano; considerata la rilevanza di detti corsi d'acqua (il Po e l'Adige sono rispettivamente il primo e il terzo fiume italiano per portata), l'area ha dovuto da sempre convivere con gravi problematiche di natura idraulica. 
Inoltre, data la giacitura particolarmente depressa del suo territorio (aggravatasi in seguito al fenomeno della subsidenza legato alle estrazioni metanifere attuate negli anni '50 e '60) con ampie porzioni del delta poste al disotto il livello del medio mare, deve affrontare peculiari problematiche legate alla bonifica. Essa infatti deve avvenire, per tutta la porzione orientale che va sotto la significativa denominazione di Basso Polesine, per via meccanica cioè tramite sollevamento delle acque di scolo al fine di poterle riversare nei ricettori finali. Il Polesine è solcato da una fitta rete di canali di bonifica realizzati in gran parte ad opera della Repubblica di Venezia.
Oltre alle modifiche operate dai cambiamenti dei corsi d'acqua dovuti agli eventi alluvionali e all'opera dell'uomo, il territorio polesano si espande costantemente verso est per effetto dei sedimenti trasportati dai fiumi alle foci ove si depositano sul basso fondale del Mare Adriatico.

## Storia

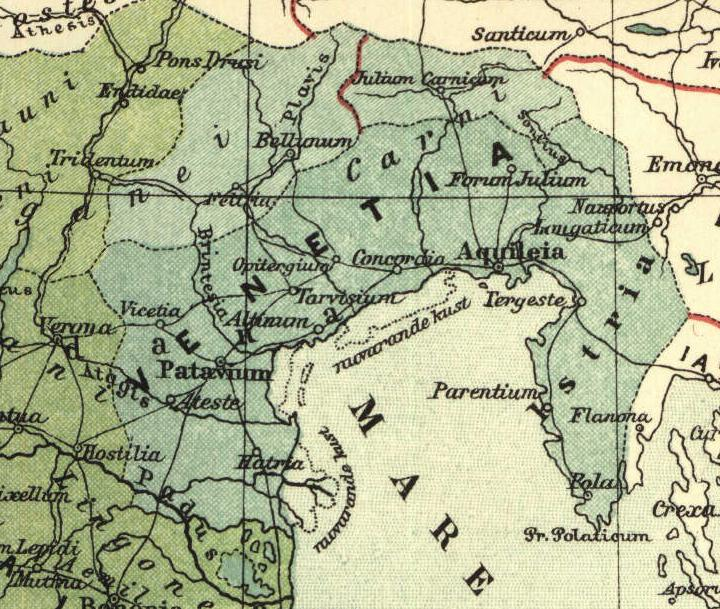
Ai tempi di Augusto (I secolo a.C.) l'Adige sfociava più a nord e il Po sfociava più a sud; tutta la regione a nord del Po di Volano, che ancora non si chiamava Polesine, faceva parte della Regio X Venetia et Histria.

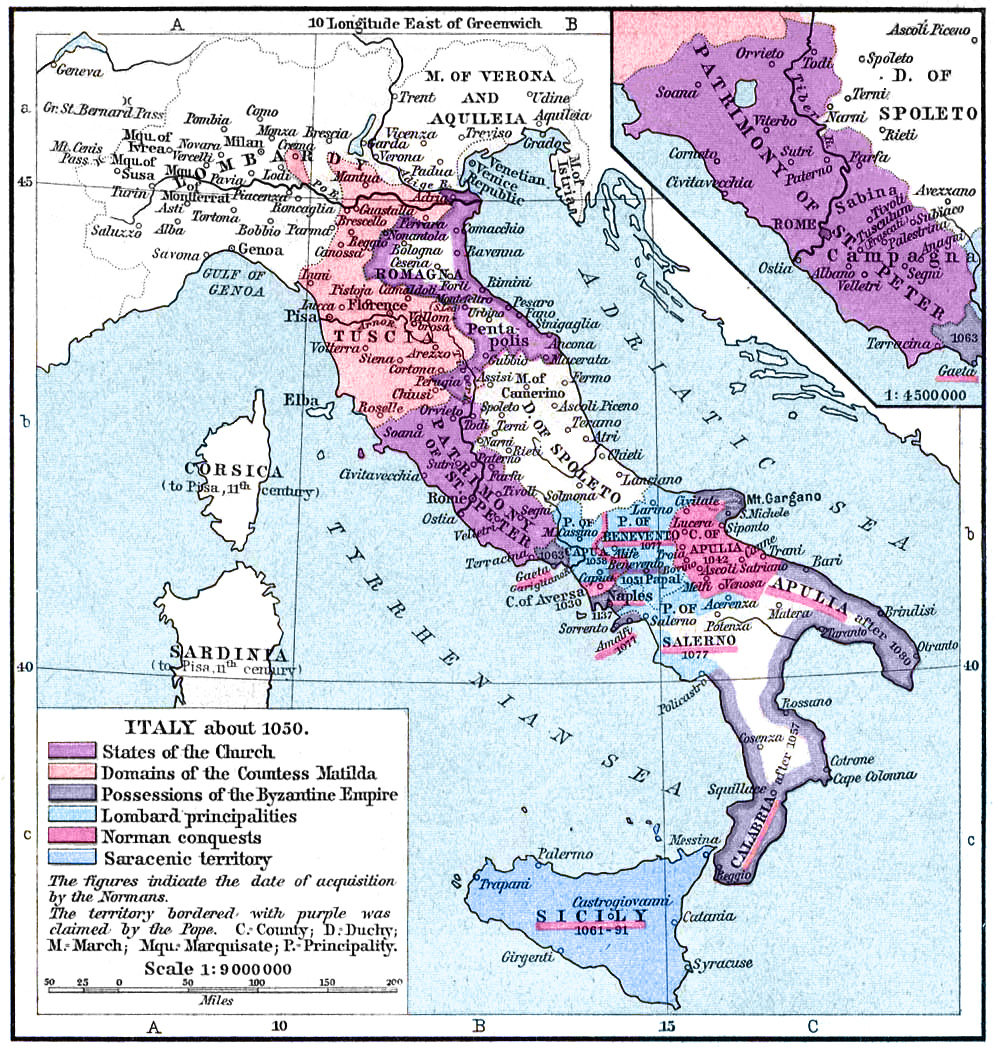
Nel 1050 il delta del Po e il territorio di Adria fanno parte della Romagna bizantina, mentre il resto del Polesine di lì a poco farà parte dei possedimenti di Matilde di Canossa.

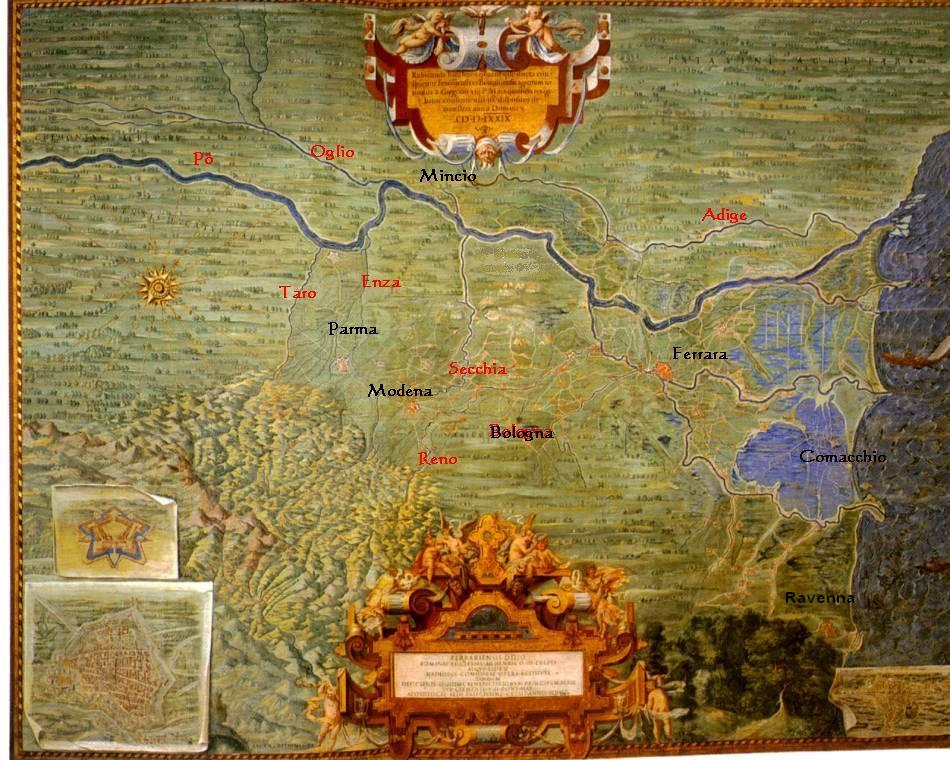
Il Polesine (a nord-est in questa cartina) e l'Emilia-Romagna nel 1585, quando ancora il corso principale del Po sfociava più a nord, prima del "Taglio di Porto Viro" del 1604.

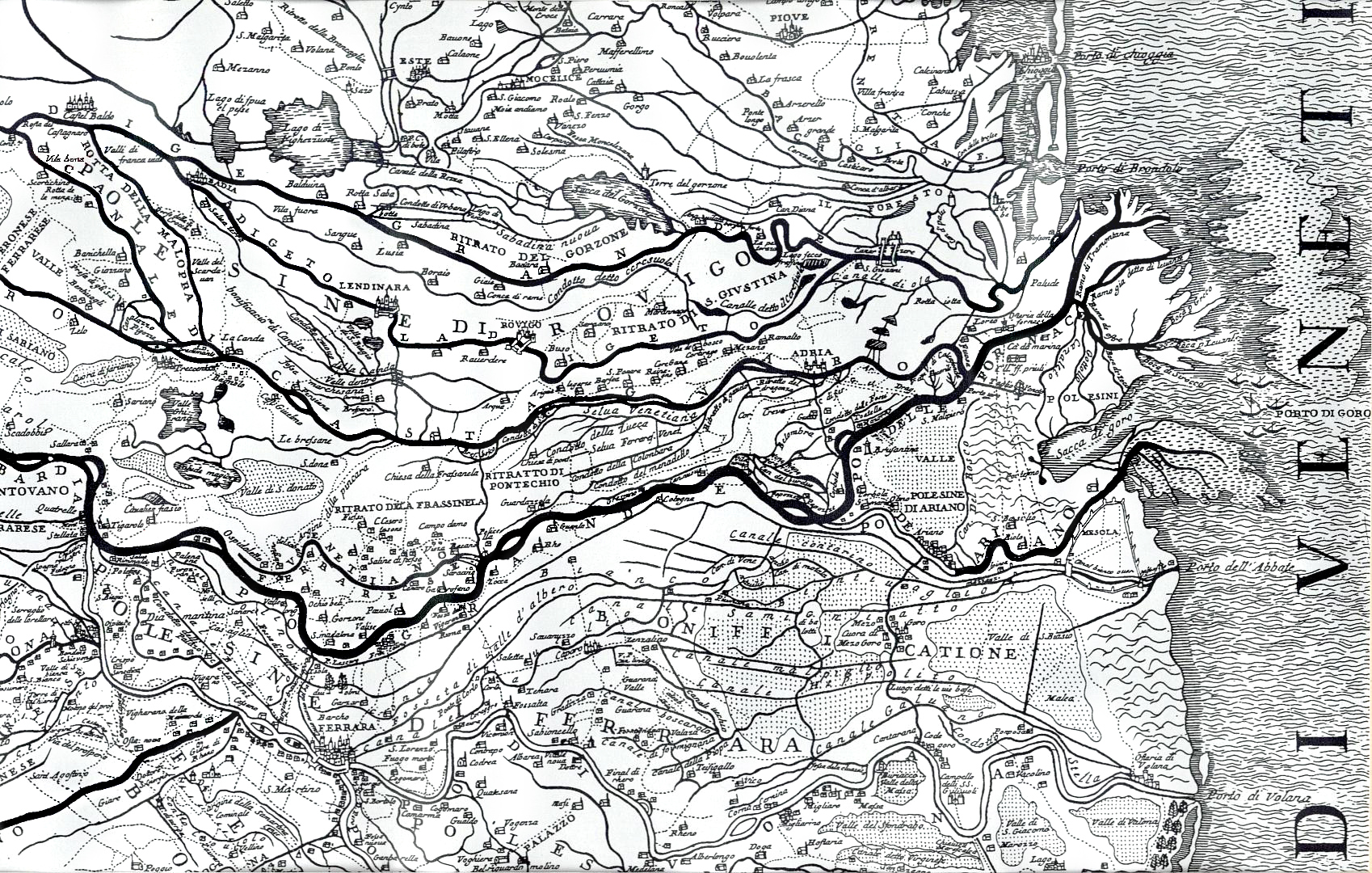
Il Polesine e le aree contermini in una mappa del 1603.

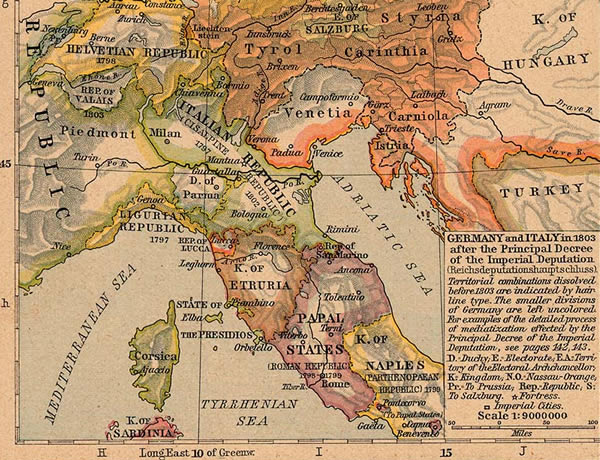
In questa cartina del 1803 il Polesine fa parte della Repubblica Italiana; non era compreso nel Veneto, che faceva parte dei domini austriaci.

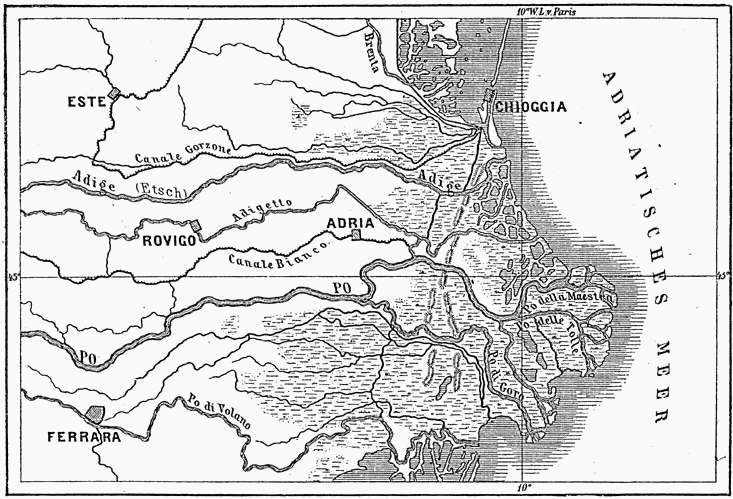
Il medio e basso Polesine nel 1885; il corso principale dei fiumi è quello odierno.

### Storia antica
Nell'antichità anche l'Adige aveva un delta che sfociava nella laguna veneta seguendo un corso più settentrionale rispetto a quello odierno, mentre il corso principale del Po seguiva l'attuale ramo del Po di Primaro; il territorio compreso tra i due fiumi era dunque molto più vasto rispetto al Polesine odierno.
È certa l'occupazione del territorio da parte dei Veneti, che fondarono presso l'odierna Adria un insediamento intorno al XII secolo a.C. su quello che allora era l'omonimo ramo del delta del Po e che coincideva col tratto terminale del Mincio (attualmente è il tratto terminale del Canalbianco). La Rotta di Sermide (VIII secolo a.C.) modificò il corso del Po di Adria, che allora arrivava fino all'attuale Ficarolo e poi piegava verso sud. Il Po ad Adria riceveva meno acqua e si interrò nel volgere di alcuni secoli.
È documentata anche la presenza della cultura villanoviana, l'espressione di una popolazione che alcuni studiosi ritengono antesignana degli Etruschi, mentre altri esperti in studi più recenti la considerano autoctona pur fortemente influenzata dalla cultura etrusca.
Fu abitato sia da Veneti che da Etruschi tra il VI ed il IV secolo a.C. ed ebbe in Adria il centro più importante, al punto che la città diede il suo nome a tutto il mare Adriatico. Numerose sono le testimonianze della civiltà etrusca nel Polesine. In alcune tombe scoperte a Rovigo, nella frazione di Borsea, sono stati rinvenuti reperti databili tra il VI e il V secolo a.C. e attribuibili agli etruschi. Anche in località San Basilio nell'isola di Ariano tra il Po di Venezia e il Po di Goro ci sono resti archeologici rinvenuti nei campi coltivati databili nello stesso periodo.
Essendo in una posizione strategica a ridosso del mare vi era sorto un ricco insediamento frequentato da Etruschi, Greci e Veneti.
Alcuni ricchi proprietari terrieri Etruschi si insediarono anche a San Cassiano di Crespino, Balone di Rovigo, Gavello, Crespino e Frattesina di Fratta Polesine. Da questi luoghi di insediamento sono pervenuti molti reperti che possono essere ancor oggi visti nel "Museo dei grandi fiumi" sito nel quartiere di San Bortolo, a Rovigo e presso il Museo archeologico nazionale di Fratta Polesine.
Da questo si deduce che la civiltà etrusca cominciava a espandersi in tutta la penisola italiana prima di iniziare il suo declino ed essere fermata definitivamente dalla civiltà romana verso il 500 a.C. Gli Etruschi per bonificare le paludi Adriane, il territorio paludoso intorno ad Adria, costruirono dei canali chiamati "fosse", che furono poi mantenute ed ampliate dai Romani. Nel I secolo d.C. esistono le fosse Augusta, Clodia, Filistina, Flavia, Messanicia e Neronia che permettono di navigare da Ravenna ad Aquileia rimanendo sempre all'interno di lagune e percorrendo canali artificiali e tratti di fiumi.
In epoca romana i porti più importanti sul tratto terminale del Po sono in riva destra: Vicus Varianus (l'attuale Vigarano) e Vicus Hobentia (l'attuale Voghenza). Il territorio faceva parte della Regio X Venetia et Histria, che aveva come confine meridionale il ramo del Po di Volano.

### Storia medievale
Dopo la caduta dell'Impero romano d'Occidente l'Adige cambiò il proprio corso e, a causa della scarsa manutenzione delle opere idrauliche, il territorio si tramutò in palude.
La tradizione identifica questo evento con la rotta della Cucca del 589.
Anche il Po mutò il proprio corso, e il ramo principale venne a trovarsi sull'attuale Po di Volano.
Nel 585 era stato fondato l'Esarcato di Ravenna, una provincia dell'Impero bizantino la cui zona più settentrionale era il territorio di Adria con tutto il delta del Po.
Il resto del Polesine entrò a far parte dei territori dell'antico Ducatus Ferrariae sotto i Longobardi. A partire dal IX secolo a cavallo del Tartaro, che allora scorreva nell'attuale alveo dell'Adigetto, le terre iniziarono a riemergere e furono fondati i primi nuclei di Badia Polesine, Lendinara, Villanova del Ghebbo, Rovigo e Villadose.
In quel periodo il territorio fino ad Adria veniva chiamato Contea di Gavello. Intorno al 950 la rotta del Pinzone (l'odierna Badia Polesine) causò un altro mutamento del corso dell'Adige, che si riversò in quello che oggi è l'Adigetto; di conseguenza si mutò anche il corso del Tartaro, che si spostò più a sud dove grossomodo oggi scorre il Canalbianco.
In seguito alla rotta di Ficarolo del 1152 e degli anni seguenti, il corso principale del Po si spostò più a nord, diramandosi nel Po di Tramontana (verso nord, in territorio di Rosolina), Po di Levante (in gran parte corrispondente all'attuale omonimo canale) e Po di Scirocco (verso sud). In quel periodo il territorio compreso tra il ramo più settentrionale dell'Adige e il Po di Volano faceva formalmente parte dello Stato Pontificio entro i confini del Marchesato di Ferrara fino ad Adria e comprendeva l'attuale Isola di Ariano, mentre il resto del delta del Po (le parti di territorio allora esistenti di Loreo, Rosolina, Porto Viro, Taglio di Po) erano parte integrante del Dogado di Venezia e non facevano parte della Contea di Gavello. In seguito alla progressiva rovina dell'abbazia di Gavello, la Contea di Gavello cominciò ad essere chiamata Contea di Rovigo e la parte più settentrionale della Contea, per la caratteristica del territorio staccato tra i fiumi Adige, Tartaro e Po, fu chiamata Polesine di Rovigo.
Dal 1389 al 1393 il territorio fu devastato da una guerra che vide gli Estensi contro i Carraresi di Padova nel tentativo, fallito, di riconquistare Este. Al termine della guerra le finanze del Marchesato di Ferrara erano disastrate, al punto che la reggenza di Niccolò III d'Este offrì il Polesine di Rovigo in pegno ai Veneziani in cambio di un cospicuo prestito. Iniziò così un sofferto periodo di doppia amministrazione, che terminò nel 1438, quando i Veneziani, impegnati in una guerra contro i Gonzaga, restituirono il Polesine di Rovigo in cambio della neutralità degli Estensi. Nell'autunno dello stesso anno, però, una rotta dell'Adige tra Castagnaro e Badia Polesine (l'odierna Villa d'Adige)provocò una disastrosa alluvione che causò l'ennesimo sconvolgimento dell'assetto idrografico del territorio: il corso principale dell'Adige si spostò più a nord e il corso abbandonato divenne l'attuale Adigetto; i canali del Castagnaro e della Malopera, che si aprirono in quegli anni, scaricarono le acque dell'Adige nel Tartaro, che si schiarì a tal punto che iniziarono a chiamarlo "canal Bianco".
Gli Estensi governarono sul Polesine di Rovigo fino alla sconfitta nella "Guerra del Sale" del 1482-1484.

### Storia moderna

Evoluzione della provincia di Rovigo dal 1484 ad oggi; in giallo le terre che nel 1484 passarono alla Serenissima dopo la pace di Bagnolo e formarono il territorio del Polesine nei Domini di Terraferma; in rosso le terre che nel 1815 passarono dallo Stato Pontificio al Regno Lombardo-Veneto e furono aggregate al Polesine per formare la Provincia di Rovigo; in verdastro le terre che sempre nel 1815 passarono dallo Stato Pontificio al Regno Lombardo-Veneto, ma furono inizialmente aggregate alla provincia di Venezia; in verde e verdastro le terre che nel 1851 passarono dalla provincia di Venezia a quella di Rovigo.. Le zone più chiare sono di recente formazione, grossomodo a partire dal 1604; per maggiori dettagli si veda Delta del Po e taglio di Porto Viro.

La guerra terminò con la pace di Bagnolo, a seguito della quale il Polesine di Rovigo (ossia la zona compresa tra Adige e Tartaro-Canalbianco) passò sotto Venezia; anche se geograficamente non ne facevano parte, al Polesine di Rovigo furono aggregate Polesella, Guarda Veneta e Adria a costituire il territorio del Polesine nei Domini di Terraferma della Serenissima, diviso in quattro reggimenti. Il resto del territorio della Contea rimase agli Estensi e comprendeva la cosiddetta Transpadana Ferrarese; rimase agli Estensi anche l'Isola di Ariano. L'unità del territorio dell'antica Contea venne mantenuta all'interno della diocesi di Adria, che allora dipendeva dall'arcidiocesi di Ravenna, mentre l'attuale basso Polesine (Loreo, Rosolina, Porto Viro, Taglio di Po, Porto Tolle) continuò a dipendere dalla diocesi di Chioggia e rimase nel territorio del Dogado.

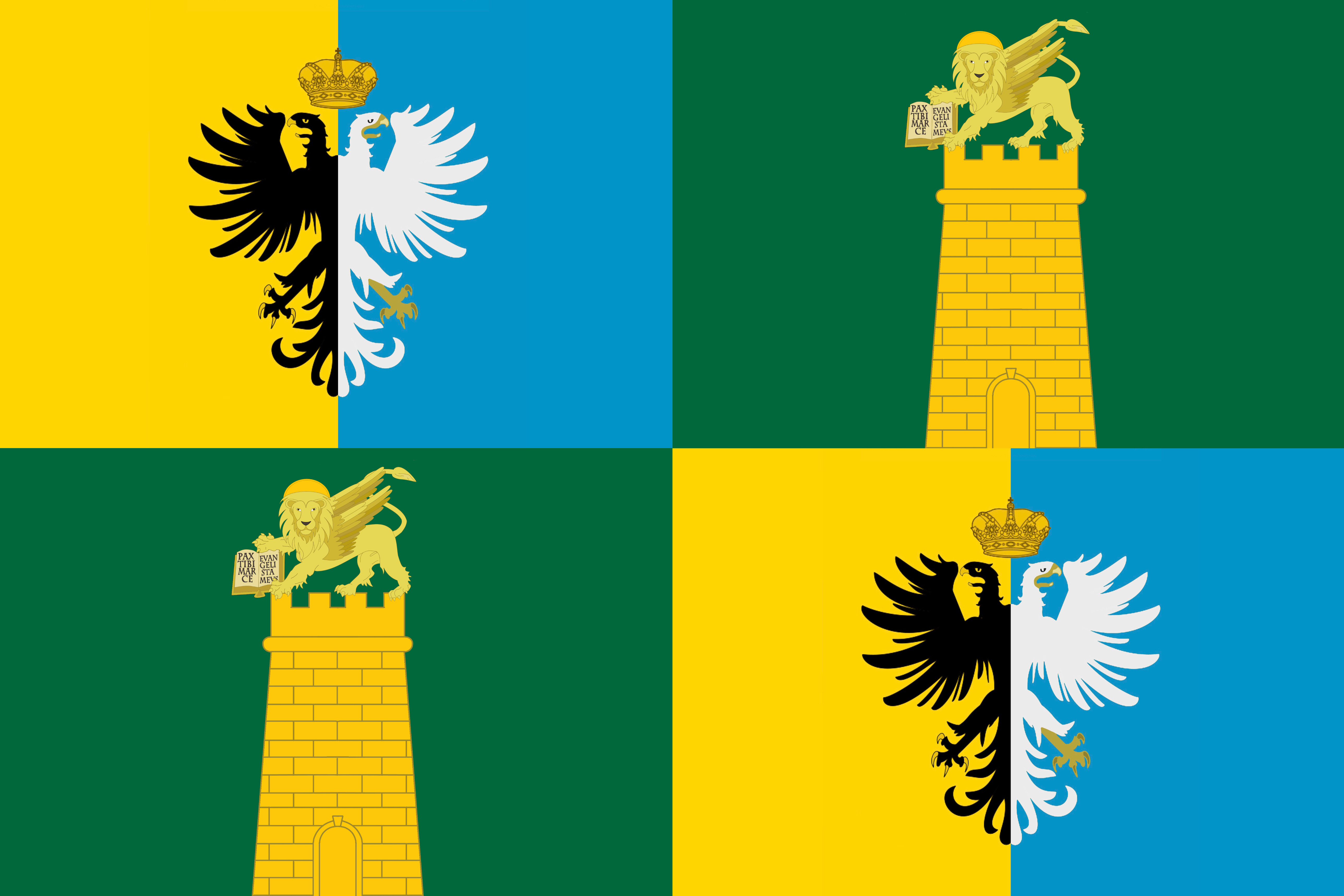
Bandiera della provincia di Rovigo

Durante la guerra della Lega Santa del 1508-1516, gli Estensi tornarono per un breve periodo a governare sul Polesine di Rovigo, ma al termine della guerra i confini tornarono quelli del 1484. Tra il 1600 e il 1604 la Repubblica di Venezia, nonostante le rimostranze dello Stato Pontificio, deviò verso sud il tratto finale del corso del Po, tramite l'opera che passò alla storia come "Taglio di Porto Viro". Questa fu l'ultima variazione rilevante nell'idrografia del territorio.
Con il Trattato di Campoformio del 1797 il territorio del Polesine fu ceduto all'Austria seguendo le sorti della Serenissima. Il confine con la Repubblica Cisalpina appena costituita venne leggermente modificato e posto sul Tartaro-Canalbianco fino alla Fossa Polesella e posto sul Po da questa fino al mare, seguendo il ramo chiamato nel trattato "il Po Grande". Dal 1802 al 1813 il confine venne spostato sull'Adige e di conseguenza il Polesine entrò a far parte della Repubblica Italiana, trasformata nel 1805 in Regno d'Italia. Il territorio faceva parte del Dipartimento del Basso Po, che comprendeva anche l'attuale Provincia di Ravenna.

### Storia contemporanea
Dopo la caduta di Napoleone, nel 1815 il Congresso di Vienna stabilì che il Polesine di Rovigo, che entrò a far parte del Regno Lombardo-Veneto, fosse delimitato a sud dal Po, includendo anche i territori della Transpadana Ferrarese che non avevano mai fatto parte della Serenissima. Venne così costituita la Provincia di Rovigo. Anche l'Isola di Ariano entrò a far parte del Regno, in provincia di Venezia. Nel 1819 anche la diocesi di Adria riflesse gli stessi cambiamenti: i confini furono ridisegnati e vi fu uno scambio di territori con l'arcidiocesi di Ferrara; infine la diocesi di Adria venne a dipendere dal patriarcato di Venezia. Nel 1851 il delta del Po passò dalla Provincia di Venezia alla Provincia di Rovigo, dando finalmente al Polesine l'identità geografica che oggi conosciamo.
Nel 1866, dopo la terza guerra di indipendenza, il Polesine fu annesso all'Italia seguendo le sorti del Veneto. Dagli ultimi decenni dell'Ottocento e fino alla prima guerra mondiale, il Polesine fu oggetto di un enorme flusso migratorio in uscita indirizzato soprattutto verso il Sudamerica (Brasile e Argentina), ma anche verso il triangolo industriale (Torino-Genova-Milano). In epoca fascista l'emigrazione verso l'estero va spegnendosi, mentre inizia un movimento di popolazione verso l'Agro Pontino, nell'ambito dei progetti di bonifica promossi dal regime.
Nel 1893 nasce l'organizzazione del Partito Socialista Italiano (PSI) nel rodigino. Il padre del socialismo rodigino fu Nicola Badaloni con la collaborazione di Gino Piva. L'entusiasmo politico e sindacale di Gino Piva fu così contagioso che il primo sciopero del 1894 rimase memorabile tra i braccianti del Polesine da essere ricordato in un canto popolare del tempo: Evviva Gino Piva / che col suo bel parlare / tutta la provincia / ha fatto ribellare. 
Nelle elezioni politiche del 1919 "degli otto seggi disponibili per il collegio Rovigo- Ferrara, i socialisti ne conquistarono sei ottenendo il 73% dei voti validi, e nelle amministrative dell’anno successivo essi conquistarono tutti e 63 comuni del Polesine, mentre portarono 38 consiglieri su 40 nella
Provincia. Il Polesine era diventato la provincia più rossa d’Italia" ma "nel giro di un anno o due, a partire dal marzo 1921 e dalla
costituzione del blocco nazionale per le politiche del 15 maggio di
quell’anno, si verificò lo smaltellamento completo dell’edificio socialista,
evidenziandone l’intrinseca fragilità nonostante le apparenze (...) Nel 1921-2 il crollo del movimento fu repentino e massiccio proprio in relazione alla distruzione sistematica e militare di tali istituti da parte dello squadrismo fascista, pronto, beninteso, a fornire percorsi alternativi con
l’inquadramento nelle corporazioni. Fu una decapitazione capillare e
perfino feroce della dirigenza e dell’apparato socialista. La valenza
intimidatrice dell’esibizione minacciosa della forza, inquadrata e mobile,
nei cui confronti le istituzioni dello Stato operanti sul territorio, dalle
forze dell’ordine alla magistratura, si mostrarono remissive o addirittura
acquiescenti, fece il resto, non lasciando scampo".

## Alluvioni

Alluvione del Polesine del 14 novembre 1951

Il Polesine è stato soggetto a numerose alluvioni di cui le principali furono:
- 17 ottobre 589: la "rotta della Cucca" già ricordata, che sconvolse i corsi dell'Adige e del Mincio;
- 950: la "rotta del Pinzone" già ricordata, che sconvolse i corsi dell'Adige e del Tartaro;
- 1152: la "rotta di Ficarolo" già ricordata, che sconvolse il corso del Po;
- autunno 1438: la Rotta della Malopera, una rotta dell'Adige tra Castagnaro e Badia Polesine, dovuta a cause belliche, provocò la creazione di un diversivo che si riversò nel Tartaro col nome di canale Castagnaro; le acque del Tartaro si schiarirono al punto che, da Trecenta in poi, fu chiamato canal Bianco; il diversivo causò la progressiva perdita di portata del corso principale dell'Adige che si trasformò nell'attuale Adigetto, mentre un altro ramo più settentrionale divenne il nuovo corso principale.
- 17 settembre 1882: una rotta dell'Adige inondò il territorio fino al Canalbianco; 63 000 persone abbandonarono la terra ed emigrarono in Sud America, vedi Alluvione del Polesine del 17 settembre 1882;
- 14 novembre 1951: a seguito delle forti precipitazioni che gonfiarono il corso del Po, il Polesine venne devastato da una catastrofica alluvione che provocò circa 100 morti e più di 180 000 senzatetto, vedi Alluvione del Polesine del 14 novembre 1951;
- 4 novembre 1966: una sfortunata combinazione tra una piena del Po e il vento di Scirocco impedì al fiume di scaricare in mare: questo provocò la rottura degli argini nel basso Polesine e la definitiva perdita di alcuni territori strappati al mare pochi decenni prima.